# Клан Непьер

Герб вождей клана Непер

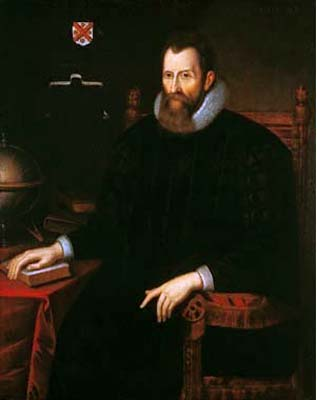
Джон Непер, 8-й лэрд Мерчистон (1550—1617), математик, один из изобретателей логарифмов

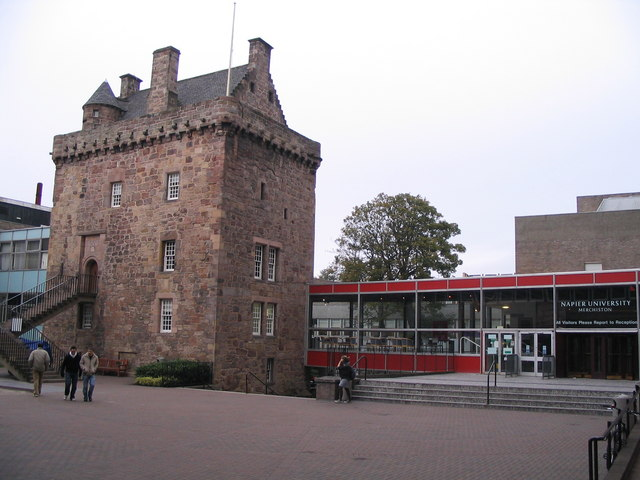
Башня Мерчистон — историческая резиденция вождей клана Непер, в центре Эдинбургского университете Непера

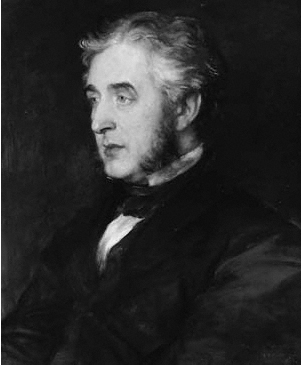
Британский дипломат и государственный деятель Фрэнсис Нейпир, 10-й лорд Нейпир, 1-й барон Эттрик (1819—1898)

Клан Непьер, Непер или Нейпир (шотл. — Clan Napier) — один из равнинных шотландских кланов (Лоуленд).

## История клана Нэпьер

### Происхождение
Традиционно считается, что клан Непер происходит от древних кельтских мормэров (графов) Леннокса, которые в свою очередь произошли от древних королевских семей Ирландии. Считается, что древнее слово naperer означало «придворный королевского дома». Считается что когда-то люди, которые основали этот клан, принадлежали к кельтской знати и были приближены к особе короля. Но маловероятно, что этот термин использовался в Шотландии.
Еще одна версия происхождения клана Непер связана с преданиями о одного из рыцарей графа Леннокса, возможно сына графа Леннокса, который отличился в боях за короля Шотландии Вильгельма I Льва. После победы король отметил рыцаря и обратился к нему со словами среди которых были слова «nae peer».
Еще одну версию происхождения названия клана выложил в 1625 году сэр Арчибальд Непер из Мерчистона, 1-й лорд Непер (1576—1645). От представил коллегии герольдов происхождение названия, которая была подарена королем Шотландии Александром II одному из рыцарей — Дональду Ленноксу за его храбрость.
Первые упоминания в исторических источниках об этом клане находятся в грамоте Малкольма, графа Леннокса, за 1290 год. Там сказано, что Джону Неперу дарятся земли Килмэхью в Данбартоншире. Клан Непер владел этими землями на протяжении 18 поколений вплоть до 1820 года.
Трое (возможно, двое) Неперов указаны в Рагманских свитках (Ragman Rolls) за 1296 год: Johan le Naper в Данбартоншире, Johan le Naper в Пиблсшире и Matheu le Naper de Aghelek в Ангусе.

### XV век — войны кланов
Первым лэрдом из Мерчистона был Александр Непер (1364—1454), который стал известным купцом, общественным деятелем и ученым в Эдинбурге. Он получил право на земли Мерчистон в 1436 году. Его сын Александр Непер, 2-й лэрд из Мерчистона (ум. 1475), также стал известным купцом, общественным деятелем и ученым в Эдинбурге, получив многочисленные королевские милости. Он принимал участие в спасении вдовы короля Шотландии Якова I Стюарта и ее второго мужа сэра Джеймса Стюарта и был ранен при этом. В 1440 году Александр Непер был отмечен королем Яковом II и приближен к королевскому двору. Позже Александр Непер стал вице-адмиралом Шотландии в 1461 году. Его сын Джон Непер, 3-й лэрд из Мерчистона, был женат на Элизабет Ментейт, дочери Мердока Ментейта и Маргарет Леннокс, дочери Дункана, графа Леннокса, который был казнен в 1425 году. Джон Непер был убит во время битвы при Сочиберне в 1488 году.

### XVI век — англо-шотландские войны
Наследник Джона Непера — Александр, а также его внук были убиты в битве при Флоддене в 1513 году. Александр Непер, 6-й лэрд из Мерчистона, погиб в битве при Пинки (шотл. — Pinkie Cleugh) в 1547 году.

### XVII век — Гражданская война на Британских островах
Джон Нэпьер, 17-й лэрд Мерчистон (1550—1617), стал известным ученым — математиком, изобретателем логарифмов и логарифмического счисления. В 1617 году на посту вождя клана его заменил его сын Арчибальд Непер, 18-й лэрд Мерчистон (1576—1645), который сопровождал короля Якова VI Стюарта и поддерживал его в борьбе за королевский трон Англии. В 1627 году Арчибальд Непер получил титулы 1-го лорда Нейпира и 1-го баронета из Мерчистона. Арчибальд Непер женился на Маргарет Грэм, дочери Джона Грэма, 4-го графа Монтроза, сестре Джеймса Грэма, 1-го маркиза Монтроза. Как родственник короля поддержал короля во время Гражданской войны на Британских островах. Лорд Непер скончался в 1645 году, а его единственный сын Арчибальд, 2-й лорд Непер (1625—1660), вынужден был покинуть страну и умер в Нидерландах в 1660 году. Арчибальд Непер, 3-й лорд Непер (ум. 1683), обратился к королю после Реставрации монархии в 1660 году с просьбой вернуть ему родовые земли. Его титул перешел к единственному ребенку его старшей сестры Джейн Непер — Томасу Николсону (1669—1688), который в 1683 году стал 4-м лордом Непером. Затем титул перешел к Маргарите Непер (ум. 1706), жене Джона Брисбена, который был секретарем Адмиралтейства при дворе короля Карла II в Англии. Его титул унаследовал Фрэнсис Непер, 6-й лорд Непер (1702—1773), который носил сначала фамилию Фрэнсис Скотт, но потом изменил имя на Фрэнсис Непер. Он был сыном сэра Уильяма Скотта, 2-го баронета из Терлстейна (1645—1725), и Элизабет Непер, дочери Маргарет Брисбен, 5-й леди Непер.

### Наполеоновские войны
Три внука 6-го лорда Непера отличились в Наполеоновских войнах, генерал сэр Чарльз Джеймс Нейпир (1782—1853), генерал-лейтенант сэр Джордж Томас Нейпир (1784—1855) и генерал-лейтенант сэр Уильям Фрэнсис Патрик Нейпир (1785—1860). Сэр Чарльз Джеймс Нейпир завоевал провинцию Синд и превратил ее в английскую колонию (сейчас это часть Пакистана). Памятник ему до сих пор стоит на Трафальгарской площади в Лондоне.

### Замки
Клан Непер владел следующими замками:
- Замок Килмэхью[англ.] (шотл. — Kilmahew), деревня Кардросс, Данбартоншир[англ.] — был резиденцией вождей клана Непер из Килмэхью. Сейчас это одни руины.
- Замок Мерчистон[англ.], Эдинбург, был резиденцией вождей клана Непер из Мерчистона. Это центр Мерчистон в университете Непер.
- Замок Калкруч[англ.] (шотл. — Culcreuch Castle), деревня Финтри[англ.], Стерлингшир[англ.].
- Замок Лауристон[англ.] (шотл. — Lauriston Castle), Эдинбург.

## Вождь клана
Нынешним вождем клана является достопочтенный Фрэнсис Чарльз Непер (род. 1962), 15-й лорд Непер из Мерчистона, 6-й барон Эттрик из Эттрика, 12-й баронет из Терлстейна (с 2012 года).